# Los Buchecos
Los Buchecos är en ort i Mexiko.   Den ligger i kommunen Jonuta och delstaten Tabasco, i den sydöstra delen av landet, 800 km öster om huvudstaden Mexico City. Los Buchecos ligger 7 meter över havet och antalet invånare är 128.
Terrängen runt Los Buchecos är mycket platt. Runt Los Buchecos är det glesbefolkat, med 20 invånare per kvadratkilometer. Närmaste större samhälle är Jonuta, 19,4 km norr om Los Buchecos. Omgivningarna runt Los Buchecos är en mosaik av jordbruksmark och naturlig växtlighet.